# Robert Clifton
Sir Robert Clifton of Clifton († 1478) war ein englischer Ritter.

## Leben
Sir Robert war ein Sohn von Gervaise Clifton.
Er diente 1457 und 1459 als Justice of Array und wurde 1451, 1460 und 1468 zum Sheriff der Grafschaften Nottinghamshire und Derbyshire berufen. Während der Rosenkriege kämpfte Sir Robert für das Haus York 1461 bei der Schlacht von Towton und wurde am 27. Juni 1461, am Vorabend der Krönung Eduard IV., zum Knight of the Bath geschlagen.
Sir Robert und sein Sohn, Gervaise, erhielten 1476 die königliche Erlaubnis in der Trinity Kapelle der Kirche St. Mary in Clifton ein College zu bauen.
Sir Robert Clifton starb am 9. April 1478 und hat seine letzte Ruhestätte in der Kirche St. Mary, Clifton, Nottinghamshire.

## Ehe und Nachkommen
Sir Robert war verheiratet mit Alice, eine Tochter des Sir John Booth.
Das Paar hatte zwei Söhne:
- Gervaise[1][2]
- Robert[1]